# Lenart Oblak
Pour les articles homonymes, voir Oblak.
Lenart Oblak, né le 27 juin 1991 à Kranj, est un biathlète slovène.

## Biographie
Il a démarré en Coupe du monde en 2012 à Hochfilzen. Sa première récompense internationale est une médaille de bronze aux Championnats du monde de biathlon d'été 2014 à Tioumen sur le relais mixte.
Il participe ensuite aux Championnats du monde monde en 2015, 2016 et 2017.
En 2017, il marque ses premiers points à l'individuel d'Antholz, avec une 35e place.
Aux Jeux olympiques d'hiver de 2018, il prend seulement part au relais, arrivant dixième.
Il prend sa retraite sportive à l'issue de cette saison, pour passer à un autre rôle, celui d'assistant de l'entraîneur de l'équipe slovène de biathlon Uroš Velepec.

## Palmarès

### Jeux olympiques
| Épreuve / Édition | Pyeongchang 2018 |
| Relais            | 10e              |

### Championnats du monde
| Épreuve / Édition          | Individuel | Sprint | Poursuite | Départ en masse | Relais | Relais mixte |
| Mondiaux 2015 Kontiolahti  | 101e       | -      | -         | —               | -      | -            |
| Mondiaux 2016 Holmenkollen | 69e        | -      | -         | -               | 17e    | -            |
| Mondiaux 2017 Hochfilzen   | 82e        | -      | -         | -               | 18e    | -            |

### Coupe du monde
- Meilleur classement général : 99e en 2017.
- Meilleur résultat individuel : 35e.

#### Classements en Coupe du monde
| Année     | Classement général final | Sprint | Poursuite | Individuel | Mass start |
| 2016-2017 | 99e                      | -      | -         | 57e        | -          |

### Championnats du monde de biathlon d'été
- Médaille de bronze du relais mixte en 2014.